# 延方村
延方村（のぶかたむら）は、茨城県行方郡にかつて存在した村である。

## 地理
- 現在の潮来市の東部に位置する。
- 村は北浦の西岸に位置する。
- 村域は台地と平地が入り組む谷戸が多い地形になっている。

## 歴史

### 村域の変遷
- 1889年（明治22年）4月1日 - 町村制施行により、延方村が単独で村制施行し行方郡延方村が発足。
- 1955年（昭和30年）2月11日 - 延方村は潮来町・大生原村・津知村とともに合併し潮来町が発足。延方村は消滅。

変遷表
| 1868年 以前 | 1868年 以前 | 明治22年 4月1日 | 昭和30年 2月11日 | 平成13年 4月1日 | 現在   |
| ----------- | ----------- | --------------- | ---------------- | --------------- | ------ |
|             | 延方村      | 延方村          | 潮来町           | 市制            | 潮来市 |

### 主な出来事
- 1941年（昭和16年）5月18日 - 延方村地先利根川で汽船『水郷丸三十号』（4トン）が転覆。鹿島神宮、香取神宮に参拝する団体客など49人が犠牲となった。原因は30人定員の船に74人を乗せた定員超過によるもの。遺体は普門院に収容された[1]。

## 人口・世帯

### 人口
総数 [単位： 人]
| 1891年（明治24年） | 3,940 |
| 1920年（大正 9年） | 4,425 |
| 1935年（昭和10年） | 4,969 |
| 1950年（昭和25年） | 6,170 |

### 世帯
総数 [単位： 世帯]
| 1920年（大正 9年） | 878   |
| 1935年（昭和10年） | 876   |
| 1950年（昭和25年） | 1,030 |

## 交通

### 道路
- 二級国道
  - 国道123号（ → 国道51号）